# Savannah Expression
Savannah Expression je glazbeni sastav iz Splita, Hrvatska.

## Žanr
Sviraju fuziju afro-beata, jazza, rocka, funkyja i etno glazbe. U njihovoj se svirci naziru neki od mogućih uzora, "... “Return To Forever” ili pak samog Al Dimeole... primjetan utjecaj Santane iz faze “Caravanserai” / “Welcome”...", ali ni jedan ne ostaje permanentno u slici u glavi, jer izvorni izričaj Savannah Expressiona je "divergiran od svega, pretvoren u nešto sasvim drugo i uklopljen u izričaj „ala Savannah Expression“.".

## Povijest
Osnivač sastava je poznati splitski glazbenik, gitarist Milivoj Savannah Luša. Savannah je jedno vrijeme odselio s obitelji u Zimbabve gdje je duže ostao. Ondje je bio u izravnom dodiru s tamošnjim glazbenicima iz čega je stvorio vlastiti u Hrvata jedinstven glazbeni izraz. Nemaju objavljenog snimljenog materijala. Lokalna su atrakcija s nastupima uživo. Neprekidno rade autorski. Postavu čine Savannah Luša (gitara), Kristijan Kordiš (bas) i Nikola Luša (bubnjevi). U postavi također povremeno udaraljke svira Emil Čutura.

## Članovi
Članovi su dosad bili:
- Milivoj Savannah Luša (gitara)
- Kristijan Kordiš (bas)
- Nikola Luša (bubnjevi)
- Davor Rudolf
- Josip Žaja
- Silvio Braica
- Frane Duilo
- Ivan Arnold
- Emil Čutura

## Vanjske poveznice
- Facebook